# Georg Schmiedleitner

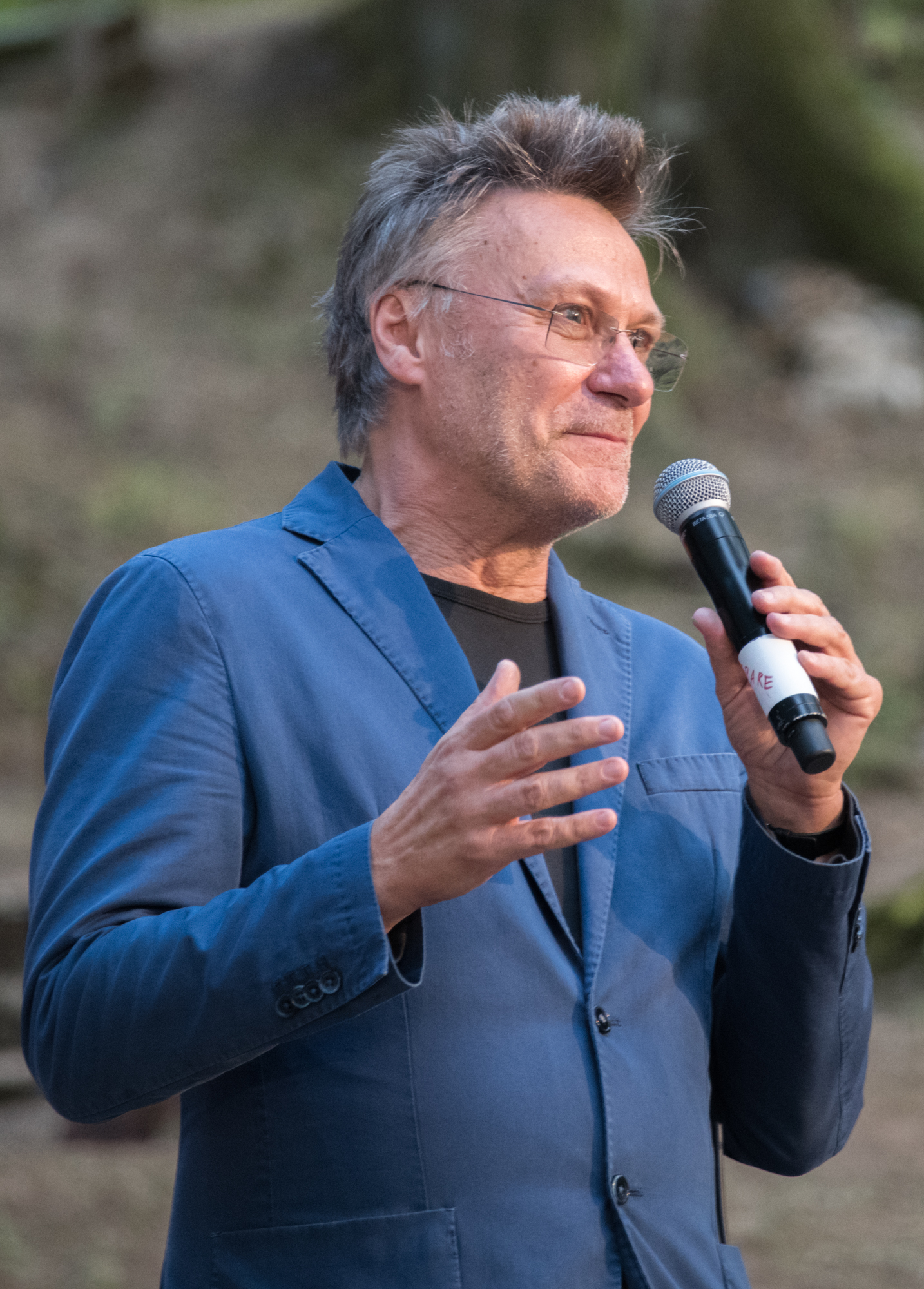
Georg Schmiedleitner (2019)

Georg Schmiedleitner (* 2. Jänner 1957 in Linz) ist ein österreichischer Regisseur und Theaterleiter.

## Leben
Nach Abschluss des Gymnasiums mit der Matura studierte Georg Schmiedleitner Germanistik, Geschichte und Theaterwissenschaften in Wien. Er war von 1983 bis 1989 künstlerischer Leiter der Klein- und Experimentalbühne Spielstatt Junge Bühne und Mitbegründer des Theater Phönix in Linz und von 1989 bis 1996 dort künstlerischer Leiter.
Seit 1996 arbeitete er als freier Regisseur am Schauspielhaus Bochum, am Burgtheater Wien, am Theater in der Josefstadt, in Weimar, Klagenfurt, Oldenburg und Bern, am Schauspielhaus Graz, am Landestheater Linz und am Schauspielhaus Hamburg.
Später arbeitete er kontinuierlich am Staatstheater Nürnberg (u. a. Margareta di Napoli, Geschichten aus dem Wienerwald u. a.), am Nationaltheater Mannheim (u. a. Maria Stuart, Faust), am Schauspielhaus Graz (u. a. Uraufführung von Franzobel, Hirschen und Prinzessin Eisenherz), am Volkstheater Wien, am Burgtheater Wien (u. a. Grillparzer, König Ottokars Glück und Ende) und am Schauspiel Leipzig.
Bei den Salzburger Festspielen 2014 sprang er nach der Entlassung von Burgtheater-Intendant Matthias Hartmann für die Regiearbeit an dem Stück Die letzten Tage der Menschheit ein. Die Inszenierung wurde anschließend vom Burgtheater in Wien übernommen.
In den letzten Jahren ist Georg Schmiedleitner auch als Opernregisseur tätig, er arbeitet in Nürnberg, Dresden und Mainz. Der Ring des Nibelungen (2013–2015) im Staatstheater Nürnberg wurde in der Öffentlichkeit heftig diskutiert. Bei den Osterfestspielen in Salzburg (2018) inszenierte er die Oper Satyricon von Bruno Maderna. 2025 brachte Schmiedleitner Gioachino Rossinis letzte Oper Guillaume Tell (Wilhelm Tell) im Musiktheater Linz zur Aufführung.
Georg Schmiedleitner war gemeinsam mit Chris Müller auch künstlerischer Leiter des „Theater Hausruck“, einer Theaterinitiative, die regionale zeitgeschichtliche und aktuelle gesellschaftspolitische Themen mit Laien und professionellen Schauspielern und Künstlern aufarbeitet. Im Zeitraum 2005 bis 2010 bespielte das Team verschiedene Schauplätze in der Region Hausruck in Oberösterreich.
Derzeit ist Georg Schmiedleitner auch künstlerischer Leiter der neu gegründeten Theatergenossenschaft und dem Bürgertheater Weißenburg in Bayern. Mit Laien und Profis werden im Bergwaldtheater in Weißenburg nach einem Stadtschreiberprinzip neue zeitgenössische Stücke uraufgeführt.

## Regiearbeiten
2005/2006
- Change (Theaterstück), Wolfgang Bauer, Volkstheater Wien[4]
- Der Bus, Lukas Bärfuss, Staatstheater Nürnberg
- Die Räuber, Friedrich Schiller, Staatstheater Nürnberg
- Mindlfinger Goldquell, Christoph Nußbaumeder, UA, Landestheater Linz
- Hunt oder Der totale Februar, UA, Theater Hausruck

2006/2007
- Dogville, nach einem Film von Lars von Trier, ÖE, Volkstheater Wien[5]
- Verbrennungen, Wajdi Mouawad, DEA, Staatstheater Nürnberg
- Hirschen, Franzobel, UA, Schauspielhaus Graz
- Maria Stuart, Friedrich Schiller, Nationaltheater Mannheim
- Dantons Tod, Georg Büchner, Staatstheater Nürnberg
- Zipf, Franzobel, UA, Zeitgeschichtetheater, Theater Hausruck

2007/2008
- Tartuffe, Molière, Staatstheater Nürnberg
- Viel Lärm um Nichts, William Shakespeare, Stadttheater Bern
- Geschichten aus dem Wiener Wald, Ödön von Horváth, Volkstheater Wien
- Käthchen von Heilbronn, Heinrich von Kleist, Schauspielhaus Graz
- Faust 1, Johann Wolfgang von Goethe, Nationaltheater Mannheim

2008/2009
- Orestie, Aischylos, Staatstheater Nürnberg
- Die Jungfrau von Orleans, Friedrich Schiller, Nationaltheater Mannheim
- Prinzessin Eisenherz, Franzobel, UA, Schauspielhaus Graz
- Opern-Regie bei Fidelio, Beethoven,  Staatsoper Hannover
- A Hetz, Eine Theaterreise mit Texten von Franzobel, UA, Theater Hausruck

2009/2010
- DEA Atropa von Tom Lanoye, Staatstheater Nürnberg
- Peer Gynt, Ibsen, Nationaltheater Mannheim
- Platonow, Tschechow, Staatstheater Nürnberg
- Das Letzte Feuer von Dea Loher, ÖEA, Volkstheater Wien
- €AT, Ein Kapitalismuskirtag, Theaterperformance in einer aufgelassenen Möbelfabrik in Attnang-Puchheim, Theater Hausruck

2010/2011
- Nathan der Weise von Lessing, Staatstheater Nürnberg
- König Lear von William Shakespeare, Schauspielhaus Hamburg
- Macbeth, Oper von Giuseppe Verdi, Staatstheater Nürnberg
- Don Karlos, Nationaltheater Mannheim, Eröffnung der Schillertage 2011

2011/2012
- Der böse Geist Lumpazivagabundus, Nestroy, Theater in der Josefstadt, Wien
- Ein Sommernachtstraum, Shakespeare, Nationaltheater Mannheim
- Der Alpenkönig und der Menschenfeind, Ferdinand Raimund, Staatstheater Nürnberg
- Elektra, Oper von Richard Strauss, Staatstheater Nürnberg

2012/2013
- Kasimir und Karoline, Ödön von Horváth, Theater in der Josefstadt, Wien
- Don Giovanni, Oper von Mozart, Staatstheater Nürnberg
- Woyzeck, Büchner/Tom Waits, Nationaltheater Mannheim
- Glaube Liebe Hoffnung, Ödön von Horváth, Staatstheater Nürnberg

2013/2014
- Kleiner Mann – was nun?, Hans Fallada, Romanbearbeitung, ÖEA, Volkstheater Wien
- Das Rheingold, Richard Wagner, Staatstheater Nürnberg
- Kabale und Liebe, Friedrich Schiller, Schauspiel Leipzig
- Die Walküre, Oper von Richard Wagner, Staatstheater Nürnberg
- Die Fledermaus, Operette von Johann Strauß, Vereinigte Bühnen Bozen
- Die letzten Tage der Menschheit von Karl Kraus, Salzburger Festspiele, Landestheater Salzburg

2014/2015
- Die letzten Tage der Menschheit von Karl Kraus, Burgtheater Wien September 2014
- Homo Faber, von Max Frisch, Romanbearbeitung, Nationaltheater Mannheim, November 2014
- Maria Stuart, Friedrich Schiller, Schauspiel Leipzig, Jänner 2015
- Siegfried, Richard Wagner, Staatstheater Nürnberg, April 2015

2013–2015
- Der Ring des Nibelungen, Richard Wagner, Staatstheater Nürnberg

2015/2016
- Engel des Vergessens, Maja Haderlap, Romandramatisierung, UA, Akademietheater Wien, September 2015
- Götterdämmerung, Oper von Richard Wagner, Staatstheater Nürnberg, Oktober 2015
- Faust I, Johann Wolfgang Goethe, Schauspielhaus Düsseldorf, Dezember 2015
- Die heilige Johanna der Schlachthöfe, Bertolt Brecht, Nationaltheater Mannheim, März 2016
- Ein Sommernachtstraum, William Shakespeare, Vereinigte Bühnen Bozen, Mai 2016

2016/2017
- Die Katze auf dem heißen Blechdach, Tennessee Williams, Staatstheater Nürnberg, Dezember 2016
- Wozzeck, Alban Berg, Oper, Staatstheater Nürnberg, Februar 2017
- Liebesgeschichten und Heiratssachen, Johann Nestroy, Burgtheater Wien, April 2017
- Der fliegende Holländer, Richard Wagner, Oper, Opernfestspiele Heidenheim, Juli 2017

2017/2018
- Liebesgeschichten und Heiratssachen, Johann Nestroy, Burgtheater Wien, April 2017[6]
- Kasimir und Karoline, Ödön von Horváth,  Staatstheater Nürnberg, Oktober 2017
- 1984, nach dem Roman von George Orwell, Nationaltheater Mannheim, November 2017
- Der Wildschütz, Oper von Albert Lortzing, Theater am Gärtnerplatz, München, Jänner 2018
- Satyricon, Oper von Bruno Maderna, Osterfestspiele Salzburg in Co-Produktion mit der Semperoper Dresden, März 2018
- Die Csárdásfürstin, Operette von Emmerich Kálmán, Vereinigte Bühnen Bozen, Mai 2018
- Der Kandidat, Carl Sternheim nach Gustave Flaubert, Burgtheater Wien, Oktober 2018[7]
- Satyricon, Oper von Bruno Maderna, Teatro Comunale Modena in Co-Produktion mit der Semperoper Dresden, November 2018

2018/2019
- Die Weber, Schauspiel von Gerhart Hauptmann, Staatstheater Stuttgart, Jänner 2019
- Vor Sonnenaufgang, Schauspiel von Ewald Palmetshofer nach Gerhart Hauptmann, Stadttheater Klagenfurt, März 2019[8]
- Der Lebkuchenmann, Stück von Franzobel, Bergwaldtheater Weißenburg, Bayern, Juli 2019[9][10]
- Der Verschwender, Schauspiel von Ferdinand Raimund, Landestheater Linz, Oktober 2019[11]
- SCHILLER. Aufruhr und Empörung, Fassung von Florian Hirsch und Theater Phönix, Linz, November 2019[12][13][14]

2020/2021
- Der böse Geist Lumpazivagabundus, Zauberposse von Johann Nestroy, Landestheater Linz, Juni 2021[15]

2021/2022
- La Bohème, Oper von Giacomo Puccini, Landestheater Linz, September 2021
- Richard III, Drama von William Shakespeare, Theater Regensburg, November 2021
- Was ihr wollt, Komödie von William Shakespeare, Stadttheater Klagenfurt, Februar 2022[16]
- Der jüngste Tag, Schauspiel von Ödön von Horváth, Stadttheater Fürth, März 2022[17][18]
- Glaube, Liebe, Hoffnung, Ödön von Horváth, TAG-Wien, Mai 2022
- Tannhäuser, Oper von Richard Wagner, Opernfestspiele Heidenheim, Juli 2022
- Der größte Glückskeks, Clemens Berger, UA, Bergwaldtheater Weißenburg, August 2022

2022/2023
- Tannhäuser, Oper von Richard Wagner, Teatro Comunale di Modena, November 2023
- Bekenntnisse des Hochstaplers Felix Krull, Thomas Mann, Theater Heilbronn, Jänner 2023
- Die Dreigroschenoper, Bertolt Brecht, Staatstheater Meiningen, März 2023
- Don Carlo, Oper von Verdi, Opernfestspiele Heidenheim, Juli 2023

2023/2024
- Powder her Face, Oper von Thomas Adès, Semperoper Dresden, Oktober 2023
- Die Fledermaus, Operette von Johann Strauss, Staatstheater Meiningen, Dezember 2023
- Adern, Schauspiel von Lisa Wentz, Stadttheater Klagenfurt, Februar 2024
- Der Rosenkavalier, Oper von Richard Strauss, Staatstheater Mainz, Juni 2024

2024/2025
- Guillaume Tell, Oper von Gioachino Rossini, Musiktheater Linz, Mai 2025[19]

## Auszeichnungen
- 2000: Bühnenkunstpreis des Landes Oberösterreich
- 2000/2001 und 2008/09: Karl-Skraup-Preis für die beste Regie
- 2005: Nestroy-Preis Regie für Hunt oder der totale Februar von Franzobel (Theater Hausruck)
- 2007: Hauptpreis der 25. Bayerischen Theatertage für Inszenierung des Stückes Verbrennungen von Wajdi Mouawad
- 2013: Nominierung für den Nestroy-Theaterpreis in der Sparte „Beste Regie“ für Kasimir und Karoline von Ödön von Horváth, Theater in der Josefstadt
- 2019: Nominierung für den Nestroy-Theaterpreis in der Sparte „Beste Bundesländer-Aufführung“ für Vor Sonnenaufgang von Ewald Palmetshofer nach Gerhart Hauptmann, Stadttheater Klagenfurt[20]
- 2022: Nominierung für den Faust-Preis für die „Beste Inszenierung Schauspiel“ für Richard III, Theater Regensburg

## Belege
1. ↑  Ronald Pohl: Schmiedleitner: Nach "Walküre" gleich "Die letzten Tage". In: sn.at. 3. April 2014, abgerufen am 19. Mai 2025.
2. ↑  Schmiedleitner freut sich auf Kraus-Inszenierung. In: kleinezeitung.at. 20. Juni 2014, abgerufen am 19. Mai 2025.
3. ↑  Umjubelte Premiere von „Guillaume Tell“. In: orf.at. 18. Mai 2025, abgerufen am 19. Mai 2025.
4. ↑  Die Jungbrunnenvergifter. In: derstandard.at. 28. Februar 2005, abgerufen am 19. Mai 2025.
5. ↑  Margarete Affenzeller: Kriminelle Mater dolorosa. In: derstandard.at. 11. September 2006, abgerufen am 19. Mai 2025.
6. ↑  Ronald Pohl: "Liebesgeschichten und Heiratssachen": Die rülpsende Made in Nestroys Wohlstandsspeck. In: derstandard.at. 14. April 2017, abgerufen am 19. Mai 2025.
7. ↑  Norbert Mayer: Der superreiche Kandidat ist scharf auf Politik. In: diepresse.at. 2. November 2018, abgerufen am 19. Mai 2025.
8. ↑  Uschi Loigge: Georg Schmiedleitner inszeniert "Vor Sonnenaufgang". In: kleinezeitung.at. 7. März 2019, abgerufen am 19. Mai 2025.
9. ↑  Artikel auf Deutschlandfunk.de: Bergwaldtheater Weißenburg Eine wilde Reise durch die Zeit; abgerufen am 22. August 2019
10. ↑  Artikel in der Süddeutschen Zeitung: Zahnräder der Zeit; abgerufen am 22. August 2019
11. ↑  Bericht auf ORF.at: Schmiedleitner inszeniert Raimund; abgerufen am 14. Oktober 2019
12. ↑  auf youtube.com: SCHILLER. Aufruhr und Empörung abgerufen am 28. November 2019
13. ↑  auf nachrichten.at vom 30. November 2019: Schiller hat uns alle überschätzt abgerufen am 1. Dezember 2019
14. ↑  auf standard.at vom 29. November 2019: Schiller hat uns alle überschätzt abgerufen am 1. Dezember 2019
15. ↑  Margarete Affenzeller: Hommage an das Strawanzertum: "Lumpazivagabundus" in Linz. In: derstandard.at. 1. Mai 2021, abgerufen am 19. Mai 2025.
16. ↑  auf kleinezeitung.at vom 20. Februar 2022: Stadttheater Klagenfurt "Was ihr wollt": Geschlechterverwirrungen auf der Eisscholle; abgerufen am 19. April 2022
17. ↑  auf stadttheater.de (Memento des Originals vom 9. Mai 2022 im Internet Archive)  Info: Der Archivlink wurde automatisch eingesetzt und noch nicht geprüft. Bitte prüfe Original- und Archivlink gemäß Anleitung und entferne dann diesen Hinweis.
18. ↑  auf theaterkompass.de vom 11. März 2022: "Der jüngste Tag" von Ödön von Horváth - Stadttheater Fürth; abgerufen am 19. April 2022
19. ↑  Herbert Schorn: Regisseur Georg Schmiedleitner über Rossinis Oper: "Ich wollte keine Waffenschau machen". In: nachrichten.at. 13. Mai 2025, abgerufen am 19. Mai 2025.
20. ↑  NESTROY Preis 2019: Die Nominierungen, Bericht vom 14. Oktober 2019 auf ots.at, abgerufen am 28. November 2019

| Personendaten    | Personendaten                                                  |
| ---------------- | -------------------------------------------------------------- |
| NAME             | Schmiedleitner, Georg                                          |
| KURZBESCHREIBUNG | österreichischer Regisseur sowie Theaterbegründer bzw. -leiter |
| GEBURTSDATUM     | 2. Januar 1957                                                 |
| GEBURTSORT       | Linz                                                           |